# Похищение Агаты (фильм, 1993)
«Похищение Агаты» (пол. Uprowadzenie Agaty) — польская мелодрама 1993 года режиссёра Марека Пивовского. Фильм снимался в Варшаве, Пётркове Трыбунальском и в железнодорожном туннеле в деревне Унеюв-Рендзины.

## Сюжет
Агата (пол. Agata), дочь важного политика, отправляется на каникулы впервые в жизни без родителей. После поездки на роскошной машине с друзьями главная героиня останавливается на автомобильной заправочной станции. Здесь ей встречается сбежавший из тюрьмы Цыган (пол. Cygan), и оба влюбляются друг в друга. Хотя чувства пары взаимны, отец Агаты противится начинающимися отношениями, считая, что те могут негативно повлиять на предстоящие выборы, в которых он собирается участвовать.

## Политический фон
В рецензиях фильм описывался как основанный на истории Мацея Малисе́вича (пол. Maciej Malisiewicz) и Мони́ки, дочери вице-маршала Сейма Польши Анджея Керна. История реального побега Моники была обнародована в 1992 году в репортаже «Мезальянс» Яцека Хуго-Бадера в «Газете Выборчей». Из-за преувеличенно отрицательной роли отца в фильме (политика, принадлежащего к правым) СМИ предположили, что произведение, снятое Мареком Пивовским всего в течение трёх месяцев после 17-летнего перерыва, был сделан по политическому заказу. Премьера фильма состоялась всего за месяц до парламентских выборов в Польше, в которых отказался от участия Анджей Керн — ранее популярный политик и член консервативной партии Соглашение Центра. Продюсером фильма был Лев Рывин, связанный с политическими левыми. И Пивовский, и Рывин ранее были тайными сотрудниками Службы безопасности.

## Награды
- 1994 – Каролина Росиньская[пол.], сыгравшая роль Агаты, была награждена в Катовицах на «Видеофоруме» (англ. Video Forum) премией «Видеобизнес» (англ. Video Business) как самая популярная актриса польских видеофильмов[7].